# Cercomantispa vulpes
Cercomantispa vulpes är en insektsart som först beskrevs av Hermann Stitz 1913.  Cercomantispa vulpes ingår i släktet Cercomantispa och familjen fångsländor. Inga underarter finns listade i Catalogue of Life.